# NGC 35
NGC 35 là một thiên hà xoắn ốc trong chòm sao Kình Ngư.